# Джо Андерсон
Джо Андерсон (англ. Joe Anderson; нар. 26 березня 1982) — британський актор. Відомий ролями у фільмах «Крізь Всесвіт», «Джейн Остін», «Руїни», «Божевільні», «Сірий» та «Сутінки Сага: Світанок — Частина 2».

## Фільмографія

### Фільми
| Рік  |   | Українська назва                   | Оригінальна назва                     | Роль              |
| ---- | - | ---------------------------------- | ------------------------------------- | ----------------- |
| 2004 | ф | Кріп                               | Creep                                 | модель            |
| 2005 | ф | Тиша стає тобою                    | Silence Becomes You                   | Люк               |
| 2006 | ф | Як Бетховен                        | Copying Beethoven                     | Карл ван Бетховен |
| 2006 | ф |                                    | Little Box of Sweets                  | Сет               |
| 2007 | ф | Джейн Остін                        | Becoming Jane                         | Генрі Остін       |
| 2007 | ф | Контроль                           | Control                               | Пітер Гук         |
| 2007 | ф | Крізь Всесвіт                      | Across the Universe                   | Макс Керріган     |
| 2008 | ф | Руїни                              | The Ruins                             | Матіас            |
| 2008 | ф | Клуб 27                            | The 27 Club                           | Елліот            |
| 2009 | ф |                                    | High Life                             | Донні             |
| 2009 | ф | Кохання трапляється                | Love Happens                          | Тайлер            |
| 2009 | ф | Амелія                             | Amelia                                | Білл Штульц       |
| 2009 | ф | Операція: Ендшпіль                 | Operation: Endgame                    | Фул               |
| 2010 | ф | Божевільні                         | The Crazies                           | Рассел            |
| 2011 | ф | Детонація                          | Flutter                               | Джон              |
| 2011 | ф | Сірий                              | The Grey                              | Тодд Фленнері     |
| 2012 | ф | Сутінки Сага: Світанок — Частина 2 | Twilight Saga: Breaking Dawn — Part 2 | Алістер           |
| 2013 | ф | Єдиний постріл                     | A Single Shot                         | Обадія            |
| 2013 | ф | Роги                               | Horns                                 | Террі Перріш      |
| 2014 | ф | Геркулес                           | Hercules                              | Фіней             |
| 2014 | ф | Верховенство                       | Supremacy                             | Гарретт Таллі     |
| 2015 | ф | Рідна кров                         | Bleeding Heart                        | Коді              |
| 2016 | ф | Абатуар: Лабіринт страху           | Abattoir                              | Деклан Грейді     |
| 2017 | ф |                                    | Hangman                               | Гангман           |
| 2017 | ф |                                    | The Ballad of Lefty Brown             | Френк Бейнс       |
| 2019 | ф | Зворотна тяга 2                    | Backdraft 2                           | Шон               |
| 2019 | ф | Холодна кров                       | Cold Blood                            | Каппа             |
| 2022 | ф |                                    | The Devil Conspiracy                  | Люцифер           |

### Телебачення
| Рік       |   | Українська назва         | Оригінальна назва | Роль                                  |
| --------- | - | ------------------------ | ----------------- | ------------------------------------- |
| 2005      | с | Суто англійські вбивства | Midsomer Murders  | Макс Ренсом (серія «Second Sight»)    |
| 2005      | с | Після смерті             | Afterlife         | Філ (серія «More Than Meets the Eye») |
| 2012      | с | Річка                    | The River         | Лінкольн Коул (у 8 серіях)            |
| 2014      | с | Поділ                    | The Divide        | Террі Кучик (у 8 серіях)              |
| 2015      | с | Ганнібал                 | Hannibal          | Мейсон Верджер (у 4 серіях)           |
| 2016—2017 | с | Ізгої                    | Outsiders         | Ейса Фаррелл (у 14 серіях)            |
| 2020      | с |                          | Soulmates         | Тревіс (серія «Break on Through»)     |
| 2024      | с | Доктор Хто               | Doctor Who        | Джон Френсіс Ветер (серія «Boom»)     |